# La Torrecilla (Málaga)
La Torrecilla es un barrio litoral perteneciente al distrito Este de la ciudad andaluza de Málaga, España. Según la delimitación oficial del ayuntamiento, limita al norte con el barrio de Parque Clavero; al este, con El Rocío; y al oeste, con Bellavista.

## Transporte
En autobús está conectado al resto de la ciudad mediante las siguientes líneas de la EMT: 
| Línea | Trayecto                                        | Recorrido | Frecuencia    |
| ----- | ----------------------------------------------- | --------- | ------------- |
| C3    | Parque Clavero                                  | Recorrido | 15 minutos    |
| 11    | Alameda Principal - El Palo                     | Recorrido | 8 minutos     |
| 33    | Alameda Principal - Cerrado de Calderón         | Recorrido | 25-35 minutos |
| 34    | Alameda Principal - Pedregalejo (Bda. La Mosca) | Recorrido | 30-35 minutos |
| N1    | Puerta Blanca - El Palo                         | Recorrido | 25 minutos    |